# Yoshitoshi
Tsukioka Yoshitoshi (Edo, 30 aprile 1839 – Tokyo, 9 giugno 1892) è stato un incisore, pittore, poeta e calligrafo giapponese.
Molto famoso in patria, si fece conoscere anche in Europa. È conosciuto per essere stato l'ultimo grande maestro dell'ukiyo-e, il genere di incisione colorata su legno che eseguiva utilizzando la tecnica chiamata nishiki-e.
Grazie al suo talento, Yoshitoshi fu molto apprezzato durante l'era Meiji. Ebbe come soggetti temi che fino ad allora non avevano avuto molta diffusione, come quelli rappresentati con le serie dei fantasmi o le cosiddette "stampe di sangue". Le serie più famose di Yoshitoshi furono i Cento aspetti della Luna, del 1880, i Ventotto omicidi famosi con poesia, Lo specchio dei generali famosi e Le nuove forme dei trentasei fantasmi, la serie che fu pubblicizzata dopo la morte dell'artista. Rispetto ai suoi colleghi artisti Yoshitoshi ha creato stampe più efficaci nello svolgere il loro dovere di sconvolgere, impressionare, e rappresentare il disagio che le lotte interne stavano scatenando nel paese durante il periodo di passaggio tra l'epoca Tokugawa e l'epoca Meiji.
E come molti giapponesi, Yoshitoshi era interessato alle novità dal resto del mondo, ma con il tempo divenne sempre più preoccupato della perdita di molti aspetti della cultura giapponese tradizionale, tra cui l'arte della xilografia, o arte dei blocchi di legno.
Per questo motivo, negli ultimi anni di vita, aiutato dagli amici, attori del teatro kabuki, cercò di rivitalizzare l'arte tradizionale giapponese. Mentre egli continuava a lavorare alla vecchia maniera, infatti, il Giappone stava adottando i metodi di riproduzione di massa occidentali come la fotografia e la litografia. Nondimeno, in un paese che si stava allontanando dal suo passato, Yoshitoshi riuscì praticamente da solo a riportare a nuovi fasti la xilografia tradizionale giapponese, prima che questa morisse definitivamente con lui.
La sua vita è forse sintetizzata meglio da John Stevenson:
(John Stevenson, Yoshitoshi's One Hundred Aspects of the Moon, 1992.)
La sua reputazione ha continuato a crescere, sia in Occidente che tra i giovani giapponesi, ed è ora quasi universalmente riconosciuto come il più grande artista giapponese della sua era.

## Biografia: i primi anni

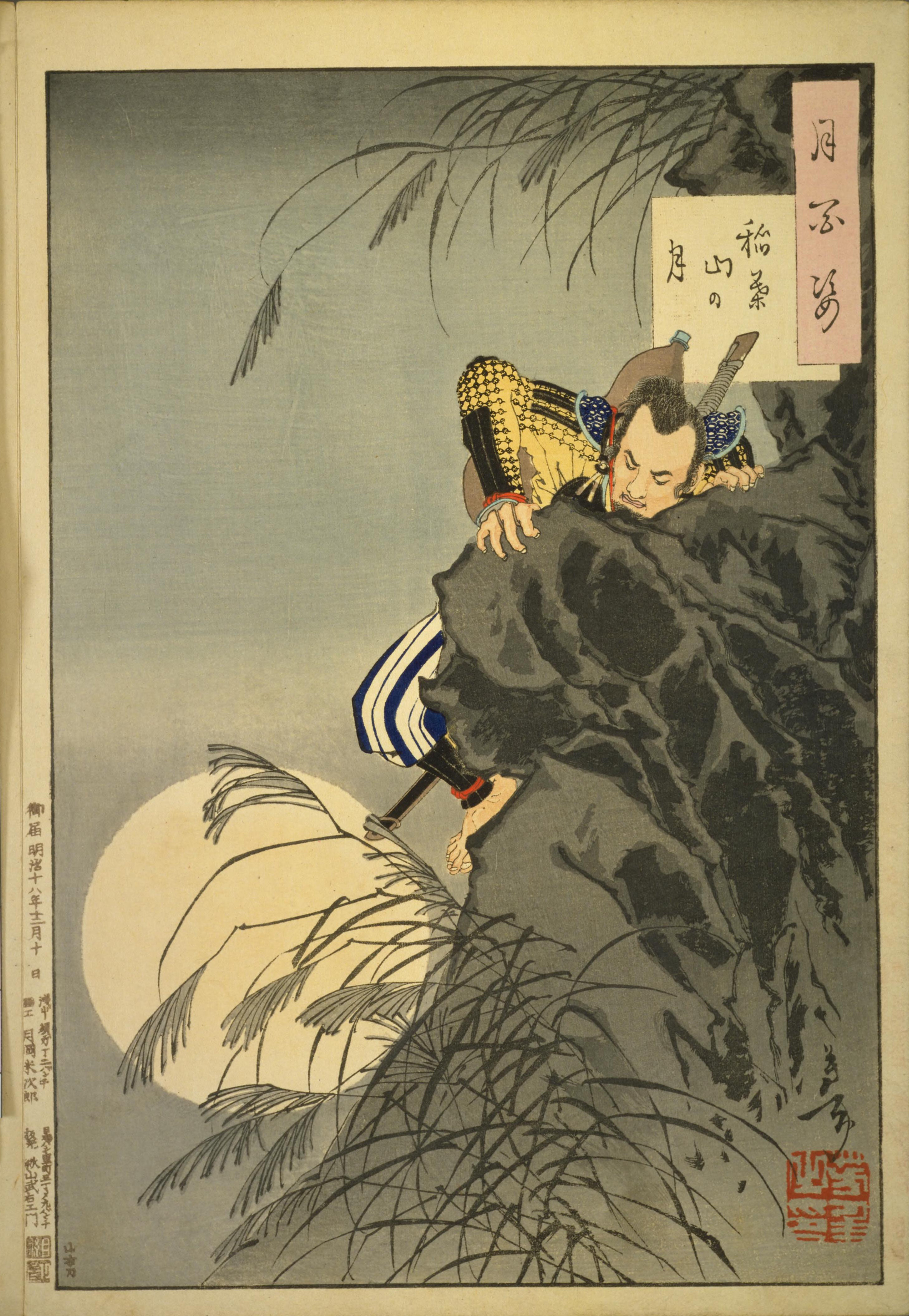
Cento aspetti della Luna #7, Luna del Monte Inaba. Il giovane Toyotomi Hideyoshi guida un piccolo gruppo che assale il castello sul Monte Inaba (1885).

Yoshitoshi nacque nel quartiere Shimbashi della vecchia Edo, nel 1839. Suo padre era un ricco mercante che aveva comprato la sua ascesa al rango di samurai. A tre anni, Yoshitoshi andò via di casa per vivere con suo zio, un farmacista senza figli, che era molto affezionato a suo nipote. All'età di cinque anni, si appassionò all'arte e cominciò a prendere lezioni da suo zio. Nel 1850, quando aveva 11 anni, Yoshitoshi fu mandato come apprendista da Kuniyoshi, uno dei grandi maestri della xilografia giapponese. Kuniyoshi diede al suo apprendista un nuovo nome (egli si chiamava in origine Owariya Yonejiro). Anche se in vita non fu considerato il successore di Kuniyoshi, Yoshitoshi è ora riconosciuto come il più importante allievo di quest'ultimo.

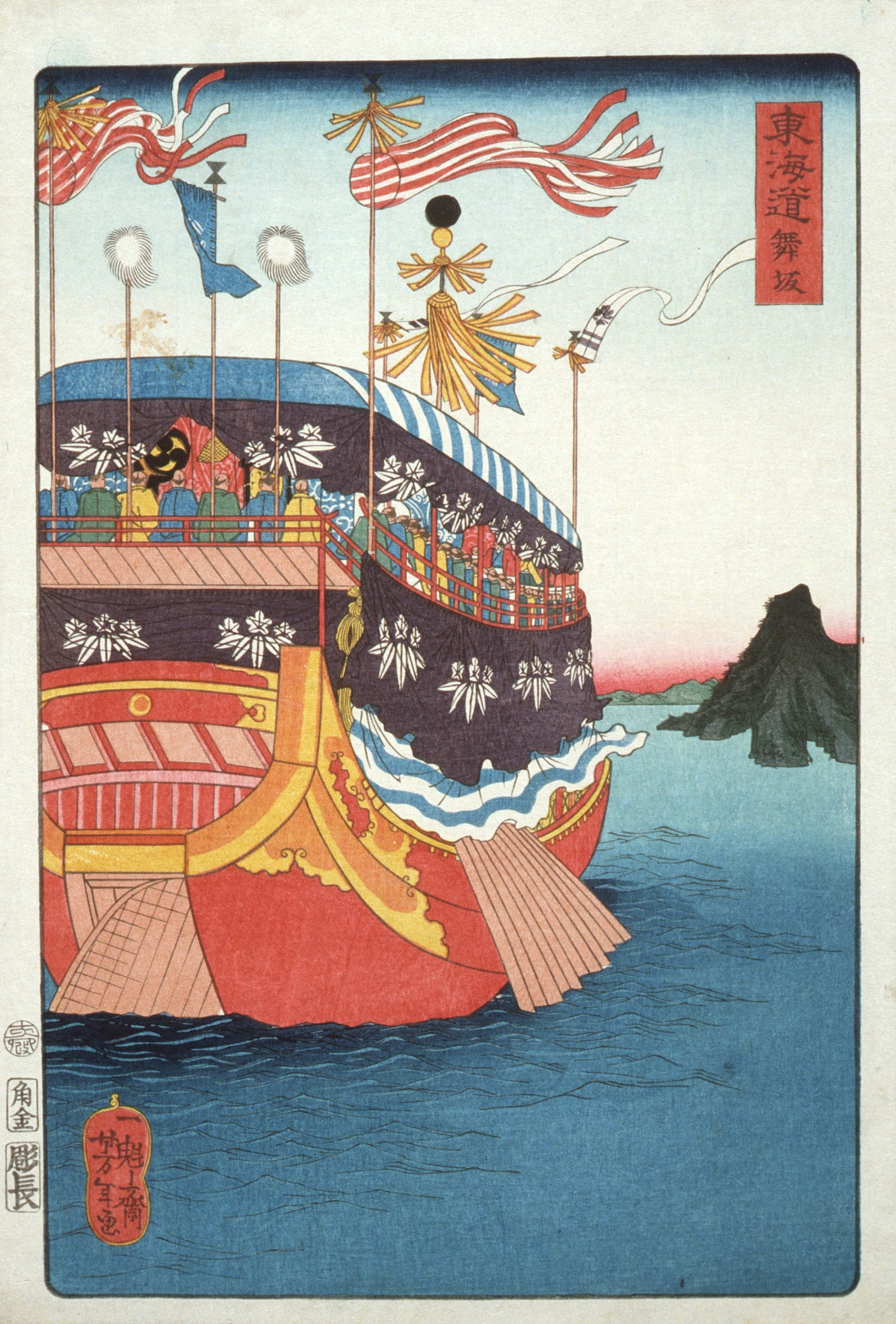
Tokaido Meisho no Uchi, Maisaka, primo progetto di un paesaggio marino di Yoshitoshi da una serie fatta in collaborazione (1863)

Durante il suo apprendistato, Yoshitoshi si dedicò ad affinare le sue abilità nel disegno e a copiare gli schizzi del suo mentore. Kuniyoshi enfatizzava il ritratto dal vero, il che era insolito nella formazione artistica giapponese perché lo scopo dell'artista era di catturare l'essenza del soggetto piuttosto che di darne un'interpretazione letterale. Yoshitoshi apprese anche i fondamenti delle tecniche del disegno e della prospettiva occidentali attraverso lo studio della collezione di stampe e incisioni straniere di Kuniyoshi.
La prima stampa di Yoshitoshi apparve nel 1853, ma poi per molti anni non vi fu nient'altro, forse in conseguenza della malattia del maestro Kuniyoshi durante i suoi ultimi anni. Malgrado le difficoltà incontrate dopo la morte di Kuniyoshi nel 1861, Yoshitoshi riuscì a produrre alcune opere, come attestano 44 sue stampe conosciute del 1862. Nei due anni successivi fece pubblicare sessantatré dei suoi progetti, per la maggior parte stampe kabuki. Realizzò anche dei progetti per la serie Tokaido del 1863 degli artisti della Scuola Utagawa organizzata sotto gli auspici di Kunisada.

## Le "Stampe insanguinate": catturare l'immaginazione del pubblico
Molte delle stampe di Yoshitoshi degli anni 1860 sono raffigurazioni icastiche di violenza e di morte. Questi temi furono parzialmente ispirati dalla morte del padre di Yoshitoshi nel 1863 e dal clima di illegalità e di violenza del Giappone intorno a lui, che stava conoscendo simultaneamente il crollo del sistema feudale imposto dallo shogunato Tokugawa, come pure l'impatto del contatto con gli occidentali. Alla fine del 1863, Yoshitoshi incominciò a realizzare degli abbozzi violenti, alla fine incorporati in stampe di battaglie disegnate con uno stile sanguinario e stravagante. Il pubblico apprezzò queste stampe e Yoshitoshi incominciò la sua ascesa nelle file degli artisti ukiyo-e di Edo. Con il paese in guerra, le immagini di Yoshitoshi permettevano a coloro che non erano direttamente coinvolti nei combattimenti di sperimentarli indirettamente attraverso i suoi lavori. Il pubblico era attratto dall'opera di Yoshitoshi non per la superiore capacità grafica e compositiva, ma anche per sua la passione e il suo intenso coinvolgimento con la materia dei soggetti. Nel produrre quelle immagini così aspre e violente, a soddisfare la domanda commerciale degli editori e dei consumatori di xilografie, Yoshitoshi stava cercando soprattutto di esorcizzare i demoni dell'orrore che lui e i suoi connazionali stavano sperimentando in quegli anni.

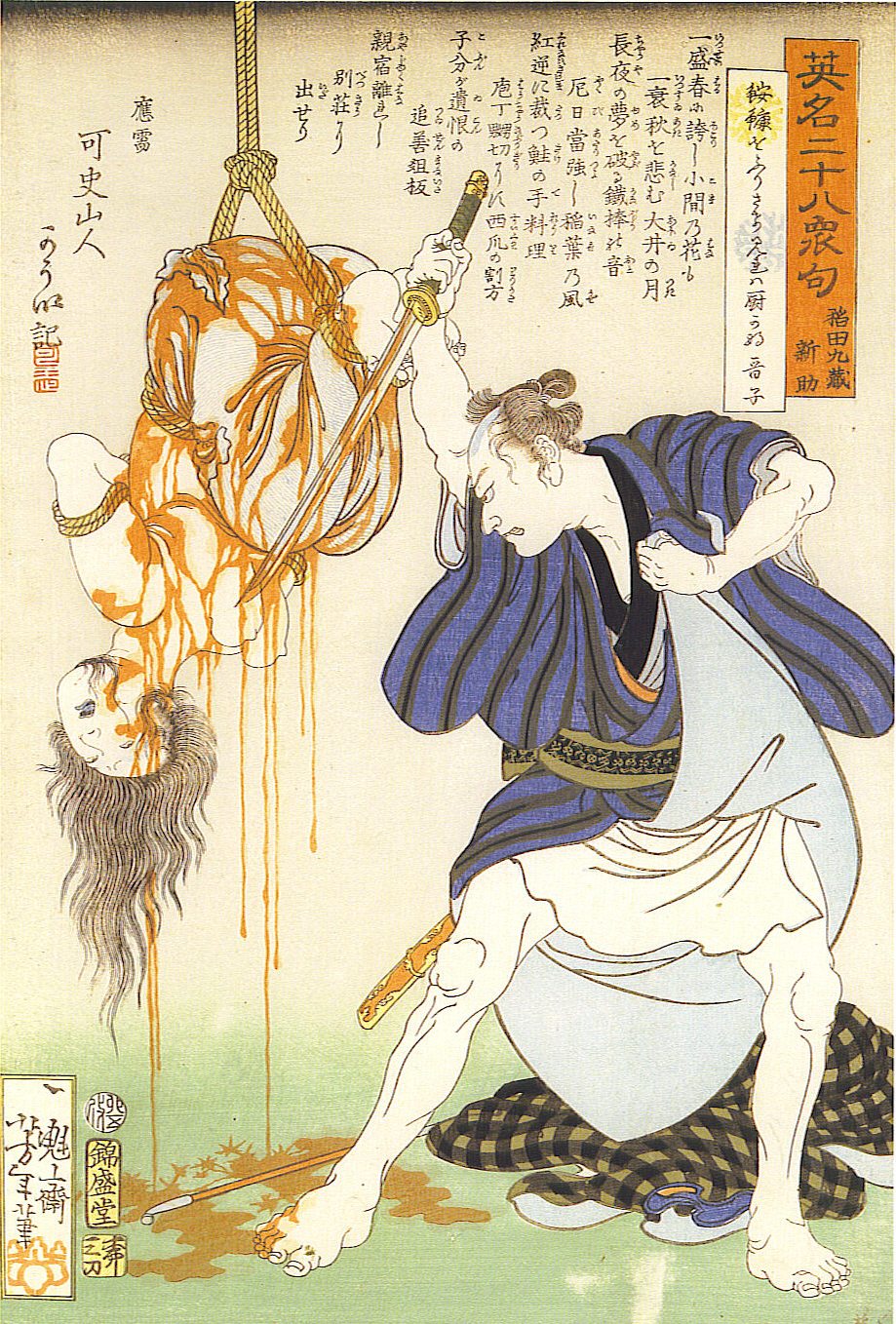
Eimei nijûhasshûku (Ventotto omicidi famosi con poesia, 1867)

Quando acquistò notorietà, Yoshitoshi fu in grado di far pubblicare nel 1865 altri novantacinque dei suoi lavori, principalmente su soggetti militari e storici. Tra questi, due serie avrebbero rivelato la creatività e l'immaginazione di Yoshitoshi. La prima serie, Tsûzoku saiyûki ("Un moderno viaggio in Occidente"), riguarda un eroe popolare cinese. Il secondo, Wakan hyaku monogatari ("Cento storie della Cina e del Giappone"), illustra storie tradizionali di fantasmi. Le sue stampe fantasiose lo contraddistinguono da qualsiasi altro artista del tempo.

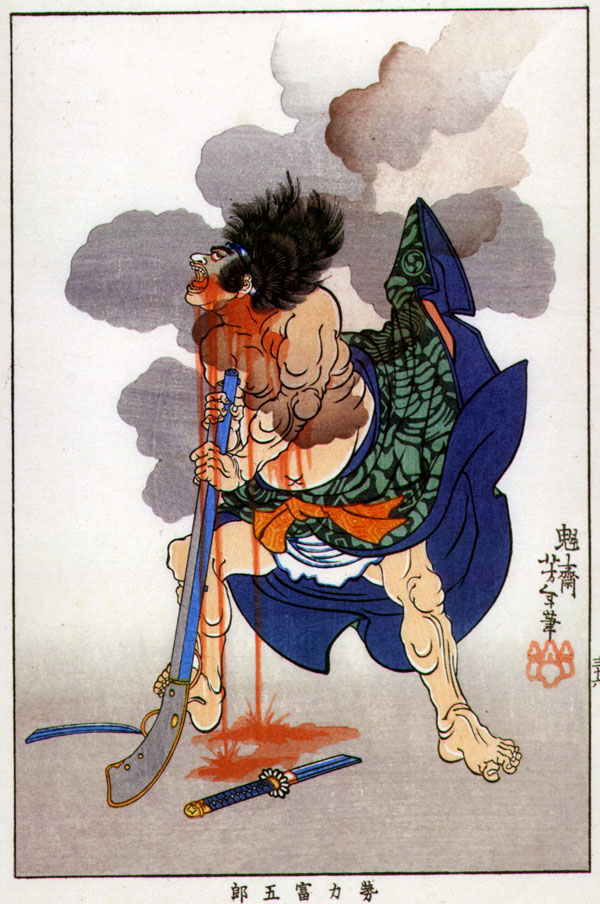
Seiriki Tamigorô mentre commette suicidio dalla serie Kinsei kyôgiden (1865)

Tra il 1866 e il 1868 Yoshitoshi creò alcune immagini estremamente inquietanti, particolarmente nella serie Eimei nijûhasshûku ("Ventotto omicidi famosi con poesia"). Queste stampe mostrano uccisioni con dettagli molto vividi, come decapitazioni di donne con le impronte di mani insanguinate sulle vesti. Altri esempi si possono trovare nelle strane figure della serie del 1866 Kinsei kyôgiden ("Biografie di uomini moderni"), che raffigurano la lotta di potere tra due bande del gioco d'azzardo, e la serie del 1867 Azuma no nishiki ukiyo kôdan. Nel 1868, seguendo la battaglia di Ueno, Yoshitoshi realizzò la serie Kaidai hyaku sensô in cui ritrae i soldati contemporanei come figure storiche in uno stile semioccidentale, usando angolazioni di primi piani e insolite, spesso mostrati nell'ardore della battaglia con espressioni disperate.
Si dice che l'opera di Yoshitoshi del periodo "sanguinario" abbia avuto un impatto su scrittori come Jun'ichirō Tanizaki (1886–1965) nonché su artisti tra i quali Tadanori Yokoo e Masami Teraoka. Sebbene Yoshitoshi debba la sua fama a tale circostanza, le stampe "sanguinarie" rappresentano soltanto una piccola porzione della sua opera. Esse tendono a essere eccessivamente enfatizzate dai critici, il che ha portato a una percezione inaccurata che trascura la varietà, la sottigliezza e l'introspezione dell'arte di Yoshitoshi.

## Gli anni intermedi: tempi difficili e resurrezione

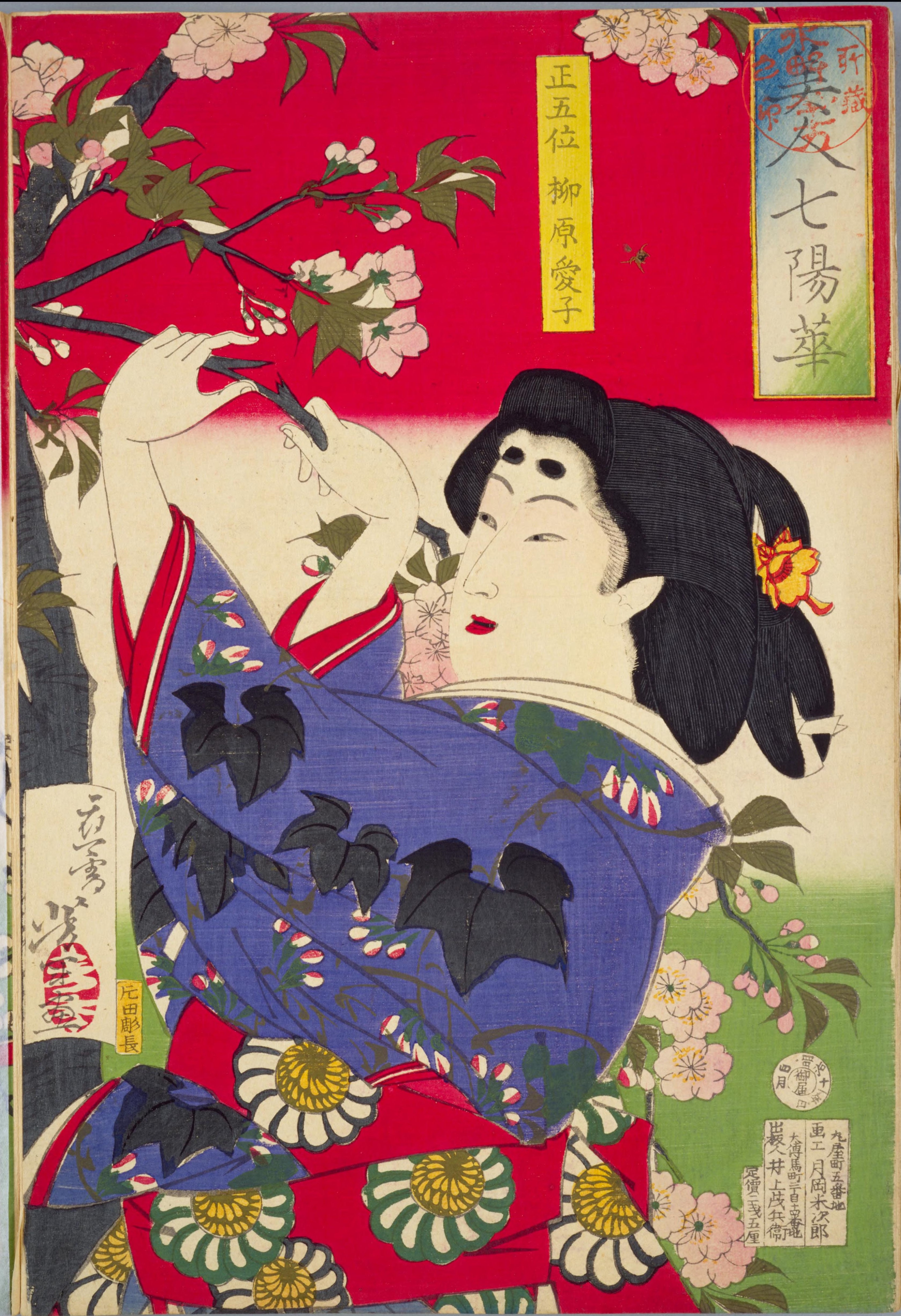
Ritratto di Yanagiwara Naruko, la madre dell'imperatore Taishō (1878)

Entro il 1869, Yoshitoshi era considerato come uno dei migliori artisti di xilografia in Giappone. Tuttavia, poco dopo, smise di ricevere commissioni, forse perché il pubblico era stanco di scene di violenza. Verso il 1871, Yoshitoshi divenne gravemente depresso, e la sua vita personale conobbe un gran tumulto, che doveva continuare sporadicamente fino alla sua morte. Viveva in condizioni spaventose con la sua devota amante, Okoto, che vendette i suoi vestiti e i suoi averi per mantenerlo. A un certo punto furono ridotti a bruciare le assi del pavimento della casa per riscaldarsi. Si dice che nel 1872 subì un completo crollo mentale dopo essere rimasto traumatizzato dalla mancanza di popolarità dei suoi recenti disegni.
Nell'anno successivo la sua fortuna girò, il suo umore migliorò e cominciò a produrre altre stampe. Anteriormente al 1873, aveva firmato la maggior parte delle sue stampe come "Ikkaisai Yoshitoshi". Tuttavia, come forma di autoaffermazione, a questo punto cambiò il suo nome d'arte in "Taiso" (che significa "grande resurrezione"). Nel frattempo, sulla spinta della modernizzazione anche in Giappone spuntavano i giornali, e Yoshitoshi fu ingaggiato per produrre le "nishiki-e delle notizie". Si trattava di xilografie progettate come illustrazioni a tutta pagina per accompagnare gli articoli, di solito su argomenti torbidi e sensazionalistici come le storie di "veri crimini". La condizione finanziaria di Yoshitoshi, tuttavia, era ancora precaria e nel 1876 la sua amante Okoto, in un estremo gesto di devozione, si vendette a un bordello per aiutarlo.

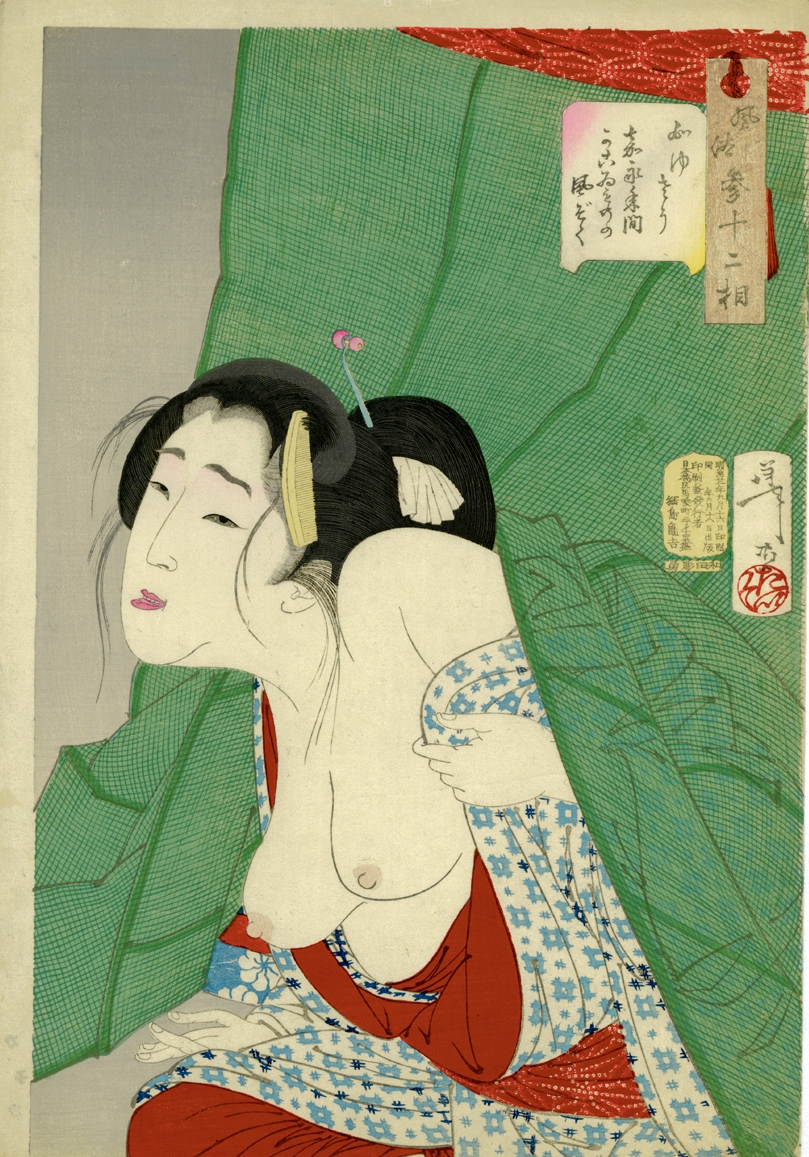
Disegno dalla notissima serie di belle donne di Yoshitoshi Fuzoku Sanjuniso (1888)

Con la ribellione di Satsuma del 1877, in cui il vecchio ordine feudale fece un ultimo tentativo di fermare il nuovo Giappone, la circolazione dei giornali lievitò, e gli artisti della xilografia erano molto richiesti, con Yoshitoshi che otteneva grande attenzione. Alla fine del 1877, prese con sé una nuova amante, la geisha Oraku; come Okoto, ella vendette i suoi vestiti e i suoi averi per mantenerlo, e quando si separarono dopo un anno, anche lei trovò lavoro in un bordello. Le sue opere diedero a Yoshitoshi maggiore riconoscimento pubblico, e il denaro gli fu di aiuto, ma fu solo nel 1882 che raggiunse la sicurezza economica.

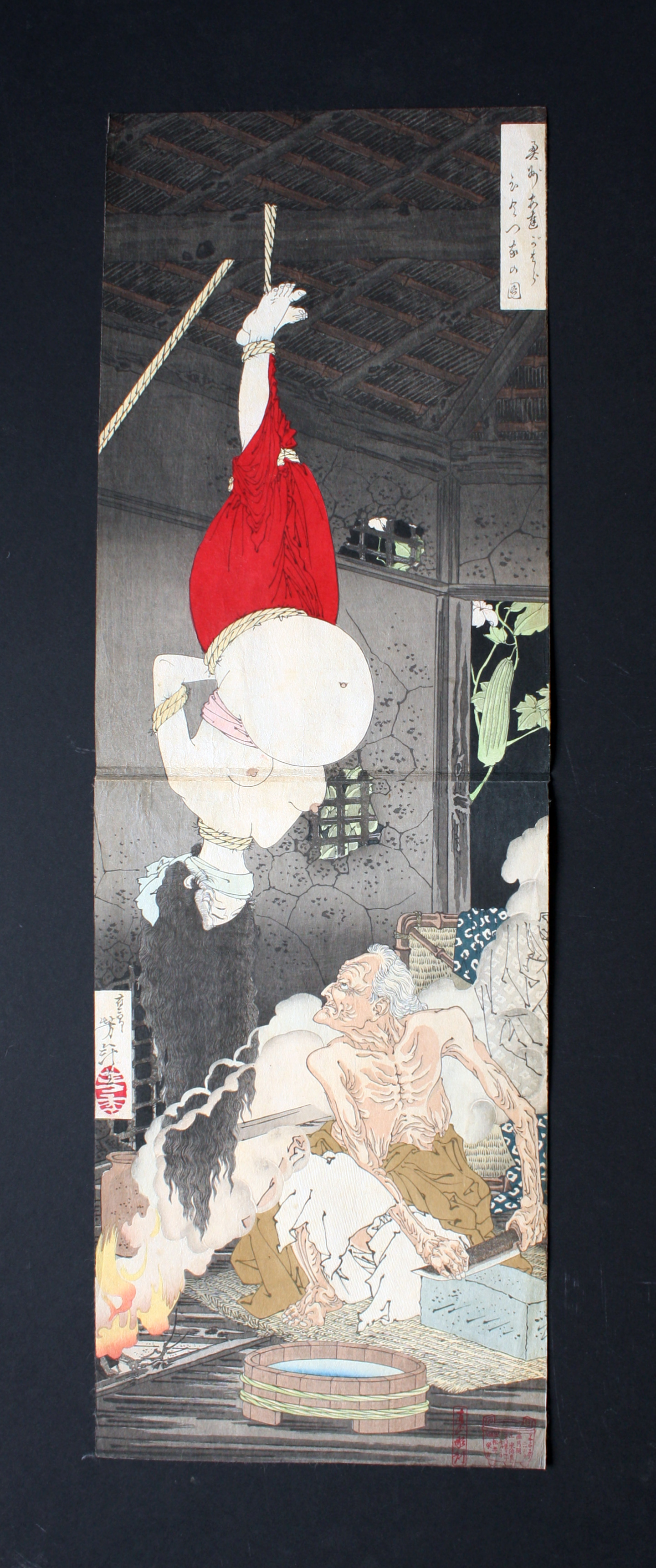
La casa solitaria sulla Brughiera di Adachi (1885)

Una serie di bijin-ga disegnata nel 1878 e intitolata Bita shichi yosei causò molti problemi politici per Yoshitoshi, perché raffigurava sette dame del seguito della corte imperiale e le identificava per nome, e può darsi che la stessa imperatrice Meiji fosse scontenta di questo fatto e dello stile del suo ritratto nella serie.
Nel 1880, Yoshitoshi incontrò un'altra donna, un'ex geisha con due bambini, Sakamaki Taiko. Si sposarono nel 1884, e malgrado lui continuasse a fare il donnaiolo, sembra che il temperamento gentile e paziente di lei abbia contribuito a stabilizzare i suoi comportamenti. Uno dei bambini di Taiko, che Yoshitoshi adottò come figlio, divenne uno dei suoi studenti, e fu da allora conosciuto come Tsukioka Kōgyo.
Il famigerato, seppure affascinante, dipinto di Yoshitoshi Oshu adachigahara hitotsuya no zu ("La casa solitaria sulla Brughiera di Adachi") apparve nel 1885. Quest'opera macabra ebbe comunque a suo modo grande influenza nell'iconografia e nella storia del moderno kinbaku, affascinando anche Itoh Seiu, principale esponente di questa corrente.
Nel 1885 la rivista di arte e moda Tokyo Hayari Hosomiki classificò Yoshitoshi come l'artista numero uno dello ukiyo-e davanti ai suoi contemporanei Meiji come Utagawa Yoshiiku e Toyohara Kunichika, a testimonianza del grande successo di pubblico e di critica che l'artista aveva ormai raggiunto.
Ormai, però, l'industria della xilografia era in gravi difficoltà. Tutti i grandi artisti della prima parte del secolo, Hiroshige, Kunisada, e Kuniyoshi, erano morti decenni prima, e la stampa su blocchi di legno come forma d'arte stava morendo nella confusione del Giappone in via di modernizzazione.
Yoshitoshi insistette su elevati canoni di produzione, e contribuì a salvarla temporaneamente dalla degenerazione. Egli divenne un grande maestro ed ebbe allievi notevoli come Toshikata Mizuno, Toshihide Migita e altri.

## Gli anni successivi: l'eclissi dell'ukiyo-e
I suoi ultimi anni furono i più produttivi della sua carriera, con le sue grandi serie Cento aspetti della Luna (1885-1892), e Le nuove forme dei trentasei fantasmi (1889-1892), come pure alcuni magistrali trittici di attori e di scene del teatro kabuki.

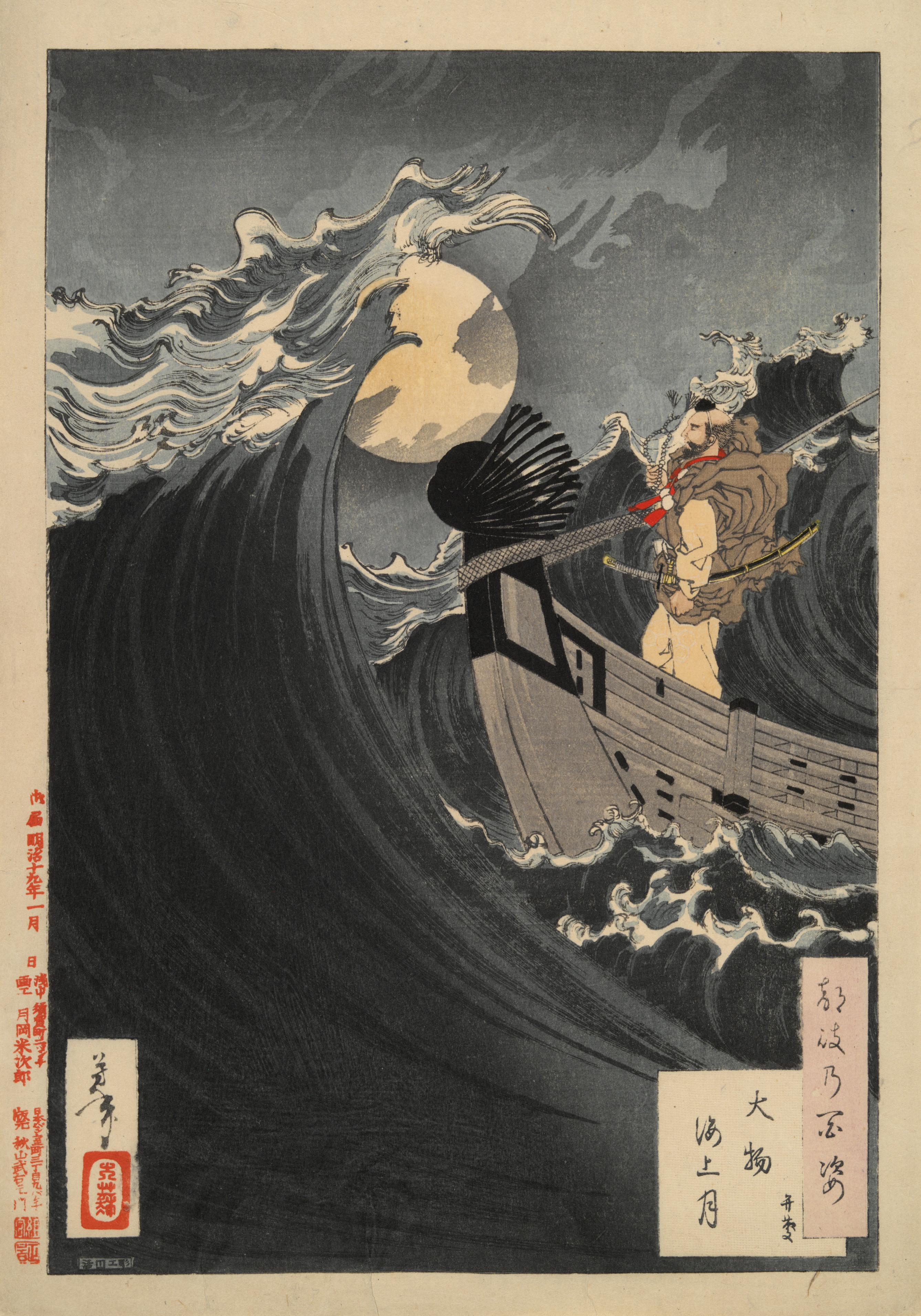
Da Tsuki hyakushi (Cento aspetti della Luna) di Yoshitoshi

Durante questo periodo cooperò anche con il suo amico, l'attore Danjuro, e con altri, in un tentativo di preservare alcune delle arti tradizionali giapponesi.
Nei suoi ultimi anni, i suoi problemi mentali cominciarono a manifestarsi. All'inizio del 1891 invitò gli amici a un raduno di artisti che in realtà non esisteva, ma si rivelò invece una delusione. Anche la sua condizione fisica si deteriorò, e la sua sfortuna si aggravò quando tutto il suo denaro fu rubato in una rapina nella sua casa. Dopo altri sintomi, fu ricoverato in un ospedale per malattie mentali. Alla fine uscì, nel maggio 1892, ma non ritornò a casa, prendendo invece delle stanze in affitto.
Morì tre settimane dopo in una stanza in affitto, il 9 giugno 1892, di emorragia a cerebrale. Aveva 53 anni. Un monumento commemorativo di pietra a Yoshitoshi fu costruito a Higashi-okubo, Tokyo, nel 1898.
Trattenendo la notte
con il suo splendore crescente
la luna d'estate.
– Poesia funebre di Yoshitoshi.

## Osservazioni retrospettive

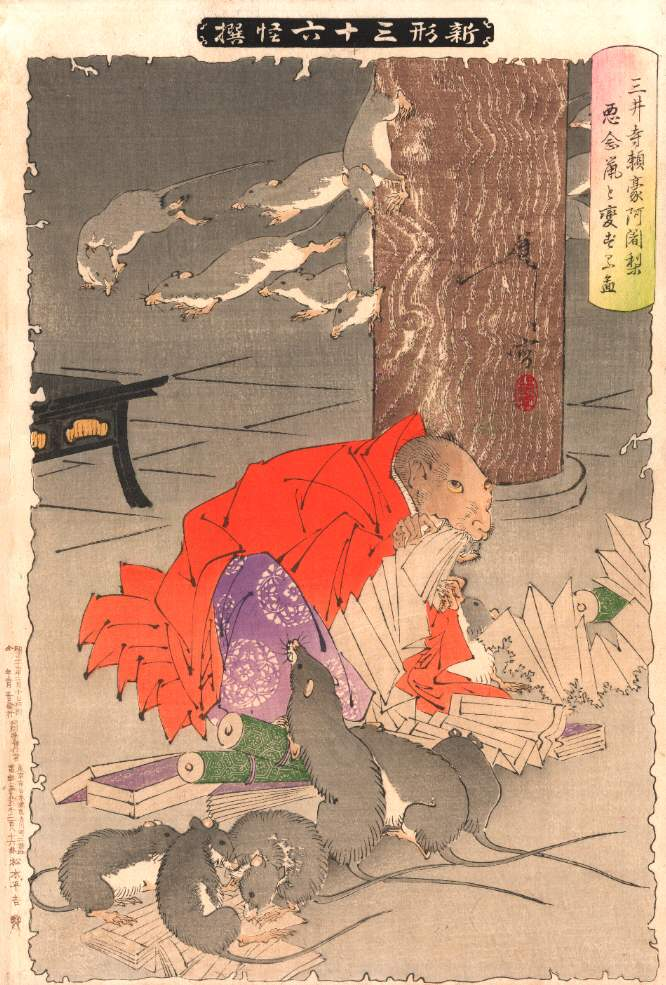
Disegno dalla serie di Yoshitoshi Shinkei Sanjurokuten (Trentasei fantasmi), Il prete Raigo del Tempio di Mii (1891)

Durante la sua vita Yoshitoshi produsse molte serie di stampe, e un gran numero di trittici, molti di grande valore. Due delle sue tre serie più conosciute, Cento aspetti della Luna e Trentasei fantasmi, contengono numerosi capolavori. La terza serie, Trentadue aspetti di usanze e maniere, fu per molti anni la più apprezzata della sua opera, ma ora non gode più della stessa considerazione. Altre serie meno comuni contengono molte belle stampe, comprese Famosi generali del Giappone, Una collezione di desideri, Nuova selezioni di immagini di broccati orientali e Vite di persone moderne.
Anche se la richiesta delle sue stampe continuò per alcuni anni, l'interesse per lui alla finì si affievolì, sia in Giappone, che nel mondo. La visione canonica in questo periodo era che la generazione di Hiroshige fosse veramente l'ultima dei grandi artisti della xilografia, e i collezionisti più tradizionali si fermavano anche prima, alla generazione di Utamaro e Toyokuni.
Tuttavia, a partire dagli anni 1970, l'interesse per Yoshitoshi riprese e la rivalutazione della sua opera ha mostrato la qualità, l'originalità e il meglio di essa, e fino a che punto egli fosse riuscito a conservare il meglio della vecchia stampa xilografica giapponese, mentre spingeva in avanti l'arte incorporando sia le nuove idee dell'Occidente, sia le proprie innovazioni.

## Serie di stampe
Ecco una lista parziale delle serie delle sue stampe, con le date:
- Cento storie del Giappone e della Cina (1865-1866)
- Biografie di uomini moderni (1865-1866)
- Ventotto omicidi famosi con poesia (1866-1869)
- Cento guerrieri (1868-1869)
- Biografie di valorose tigri ubriache (1874)
- Specchio di bellezze passate e presenti (1876)
- Famosi generali del Giappone (1876-1882)
- Una collezione di desideri (1877)
- Otto elementi d'onore (1878)
- Ventiquattro ore con i cortigiani di Shimbashi e Yanagibashi (1880)
- Guerrieri tremanti di coraggio (1883-1886)
- I fumetti di Yoshitoshi (1885-1887)
- Cento aspetti della Luna (1885-1892)
- Personalità dei tempi recenti (1886-1888)
- Trentadue aspetti di usanze e maniere (1888) "Fuzoku sanjuniso - Aitasou"
- Le nuove forme dei trentasei fantasmi (1889-1892)